# Campionato greco di scacchi
Il primo campionato di scacchi della Grecia (Πρωταθλητές στο Σκακιστικό Πρωτάθλημα Ελλάδος) si è svolto nel 1934, ma solo dal 1947, anno di fondazione della Federazione di scacchi greca (Ελληνική Σκακιστική Ομοσπονδία) ha avuto cadenza regolare, normalmente annuale ma qualche volta biennale. La numerazione ufficiale inizia però dal 1949.
Il torneo si svolge generalmente in dicembre (a volte nei primi mesi dell'anno successivo) con il formato del doppio turno tra i migliori giocatori del paese.  
Il primo campionato femminile si è disputato nel 1947, ma la numerazione inizia dal 1978, anno dal quale si svolge con cadenza regolare (normalmente annuale).    

## Vincitori
| #   | Anno | Vincitore                   |
| --- | ---- | --------------------------- |
| (1) | 1934 | Dimitrios Papantoniou       |
| (2) | 1935 | Stavros Fryganas            |
| (3) | 1947 | Marios Mikrouleas           |
| (4) | 1948 | Christos Mylonas            |
| 1   | 1949 | Fotis Mastihiadis           |
| 2   | 1950 | Dimitrios Parliaros         |
| 3   | 1951 | Georgios Gaitanaros         |
| 4   | 1952 | Georgios Gaitanaros         |
| 5   | 1953 | Georgios Gaitanaros         |
| 6   | 1954 | Dimitrios Parliaros         |
| 7   | 1956 | Triantafyllos Siaperas      |
| 8   | 1957 | Panayotis Panagopoulos      |
| 9   | 1958 | Haralambos Syngellakis      |
| 10  | 1959 | Alexandros Angos            |
| 11  | 1960 | Anastasios Anastasopoulos   |
| 12  | 1961 | Anastasios Anastasopoulos   |
| 13  | 1962 | Hristos Kokkoris            |
| 14  | 1963 | Konstantinos Hadziotis      |
| 15  | 1964 | Aristides Paidousis         |
| 16  | 1965 | Lazaros Vizantiadis         |
| 17  | 1966 | Lazaros Vizantiadis         |
| 18  | 1967 | Anastasios Anastasopoulos   |
| 19  | 1969 | Hristos Kokkoris            |
| 20  | 1970 | Hristos Kokkoris            |
| 21  | 1971 | Georgios Makropoulos        |
| 22  | 1972 | Triantafyllos Siaperas      |
| 23  | 1973 | Georgios Makropoulos        |
| 24  | 1974 | Miltiadis Grigoriou         |
| 25  | 1975 | Georgios Makropoulos        |
| 26  | 1976 | Panayotis Balaskas          |
| 27  | 1977 | Georgios Makropoulos        |
| 28  | 1978 | Georgios Makropoulos        |
| 29  | 1979 | Panayotis Balaskas          |
| 30  | 1980 | Georgios Makropoulos        |
| 31  | 1981 | Spyridon Skembris           |
| 32  | 1982 | Nikolaos Skalkotas          |
| 33  | 1983 | Efstratios Grivas           |
| 34  | 1984 | Spyridon Skembris           |
| 35  | 1985 | Georgios Makropoulos        |
| 36  | 1986 | Vasilios Kotronias          |
| 37  | 1987 | Vasilios Kotronias          |
| 38  | 1988 | Vasilios Kotronias          |
| 39  | 1989 | Spyridon Skembris           |
| 40  | 1990 | Vasilios Kotronias          |
| 41  | 1991 | Vasilios Kotronias          |
| 42  | 1992 | Vasilios Kotronias          |
| 43  | 1993 | Spyridon Skembris           |
| 44  | 1994 | Vasilios Kotronias          |
| 45  | 1995 | Ioannis Nikolaidis          |
| 46  | 1996 | Efstratios Grivas           |
| 47  | 1997 | Ioannis Papaioannou         |
| 48  | 1998 | Ioannis Papaioannou         |
| 49  | 1999 | Ioannis Papaioannou         |
| 50  | 2000 | Hristos Banikas             |
| 51  | 2001 | Hristos Banikas             |
| 52  | 2002 | Hristos Banikas             |
| 53  | 2003 | Hristos Banikas             |
| 54  | 2004 | Hristos Banikas             |
| 55  | 2005 | Hristos Banikas             |
| 56  | 2006 | Vasilios Kotronias          |
| 57  | 2007 | Ioannis Papadopoulos        |
| 58  | 2008 | Hristos Banikas             |
| 59  | 2009 | Hristos Banikas             |
| 60  | 2010 | Vasilios Kotronias          |
| 61  | 2011 | Antonios Pavlidis           |
| 62  | 2012 | Antonios Pavlidis           |
| 63  | 2013 | Sotirios Malikentzos        |
| 64  | 2014 | Vasilios Kotronias          |
| 65  | 2015 | Athanasios Mastrovasilis    |
| 66  | 2016 | Antonios Pavlidis           |
| 67  | 2017 | Ioannis Nikolaidis          |
| 68  | 2018 | Athanasios Mastrovasilis    |
| 69  | 2019 | Stamatis Kourkoulos Arditis |
| 70  | 2021 | Athanasios Mastrovasilis    |
| 71  | 2022 | Georgios Mitsis             |
| 72  | 2023 | Stamatis Kourkoulos Arditis |
| 73  | 2024 | Stamatis Kourkoulos Arditis |

| #   | Anno | Vincitrice                           |
| --- | ---- | ------------------------------------ |
| (1) | 1947 | Mousina Klio                         |
| 1   | 1978 | Fouriki Artemis                      |
| 2   | 1979 | Fouriki Artemis                      |
| 3   | 1980 | Fouriki Artemis                      |
| 4   | 1981 | Maria Petraki                        |
| 5   | 1982 | Nika Ekaterini                       |
| 6   | 1983 | Nika Ekaterini                       |
| 7   | 1984 | Evangelia Kontou                     |
| 8   | 1985 | Evangelia Kontou                     |
| 9   | 1986 | Efrosini Kasioura Anna-Maria Botsari |
| 10  | 1987 | Evangelia Kontou                     |
| 11  | 1988 | Anna-Maria Botsari                   |
| 12  | 1989 | Maria Petraki                        |
| 13  | 1990 | Marina Makropoulou                   |
| 14  | 1991 | Aspasia Giaitzi                      |
| 15  | 1992 | Evangelia Kontou                     |
| 16  | 1993 | Maria Petraki                        |
| 17  | 1994 | Marina Makropoulou                   |
| 18  | 1995 | Ekaterini Fakhiridou                 |
| 19  | 1996 | Marina Makropoulou                   |
| 20  | 1997 | Anna-Maria Botsari                   |
| 21  | 1998 | Marina Makropoulou                   |
| 22  | 1999 | Marina Makropoulou                   |
| 23  | 2000 | Maria Kouvatsou                      |
| 24  | 2001 | Anna-Maria Botsari                   |
| 25  | 2002 | Anna-Maria Botsari                   |
| 26  | 2003 | Ekatrini Fakhiridou                  |
| 27  | 2004 | Marina Makropoulou                   |
| 28  | 2005 | Ekatrini Fakhiridou                  |
| 29  | 2006 | Anna-Maria Botsari                   |
| 30  | 2007 | Marina Makropoulou                   |
| 31  | 2008 | Marina Makropoulou                   |
| 32  | 2009 | Vera Papadopoulou                    |
| 33  | 2010 | Anna-Maria Botsari                   |
| 34  | 2011 | Marina Makropoulou                   |
| 35  | 2012 | Ekaterini Pavlidou                   |
| 36  | 2013 | Ekaterini Pavlidou                   |
| 37  | 2014 | Haritomeni Markantonaki              |
| 38  | 2015 | Ekaterini Pavlidou                   |
| 39  | 2016 | Stavroula Tsolakidou                 |
| 40  | 2017 | Ekaterini Pavlidou                   |
| 41  | 2018 | Ioulia Makka                         |
| 42  | 2019 | Haritomeni Markantonaki              |
| 43  | 2021 | Haritomeni Markantonaki              |
| 44  | 2022 | Marina Makropoulou                   |
| 45  | 2023 | Maria-Anna Stefanidi                 |
| 46  | 2024 | Georgia Grapsa                       |